# 馬佐爾博島

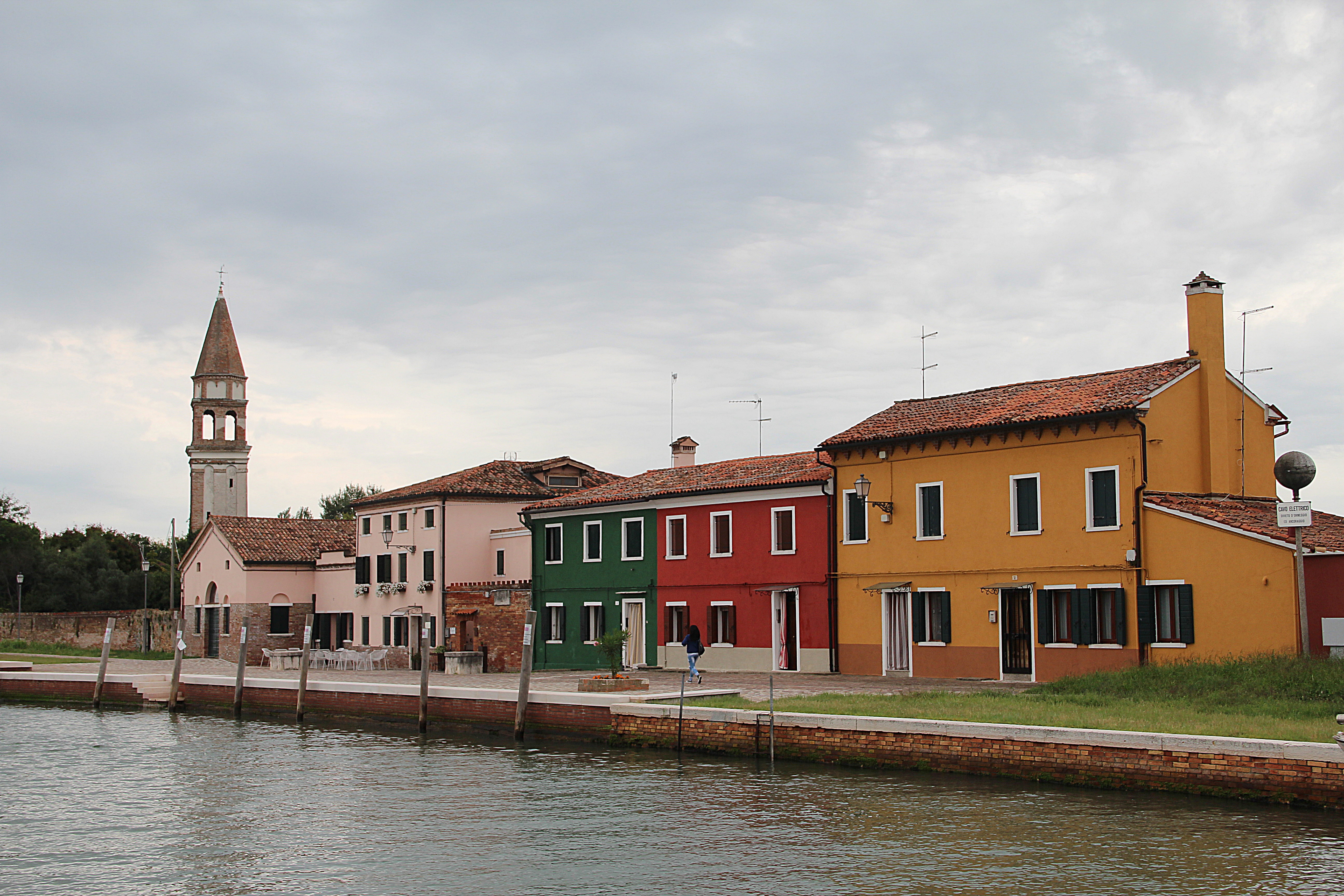

馬佐爾博島是意大利的島嶼，位於該國北部威尼斯潟湖，長0.95公里、寬0.32公里，面積0.52平方公里，最高點海拔高度2米，島上有足球場、住宅區和墳場，2010年人口316。

## 外部連結
- Satellite image from Google Maps （页面存档备份，存于）

45°29′13″N 12°24′33″E / 45.48694°N 12.40917°E